# Prvenstvo Splitskog nogometnog podsaveza 1931.

## Proljetno prvenstvo
Sudjelovali:
Split, Dalmatinac Split, Orijent Split, GOŠK Kaštel Gomilica, Jadran Kaštel Sućurac, Primorje Kaštel Stari, Orkan Dugi Rat, Zmaj Makarska, Junak Sinj, Vis, Građanski Dubrovnik, Unac Drvar, Komita Omiš.
Hajduk je u siječnju 1931. odustao od daljnjeg natjecanja SNP zbog odlaska (12. siječnja 1931.) na turneju po Južnoj Americi.
Prvenstvo je završeno 2.08.1931.
Polufinale:  Zmaj - GOŠK 3:1
Finale:
Split - Zmaj 3:1  - odigrano 2. kolovoza 1931.

## Jesenjsko prvenstvo
Splitska grupa
| Poredak | Klub             | Utakmica | Pobjeda | Neodlučeno | Poraza | Postigli golova | Primili golova | Gol-razlika | Bodova |
| ------- | ---------------- | -------- | ------- | ---------- | ------ | --------------- | -------------- | ----------- | ------ |
| 1.      | Split            | 3        | 3       | 0          | 0      | 8               | 3              | +5          | 6      |
| 2.      | Dalmatinac Split | 3        | 2       | 0          | 1      | 4               | 2              | +2          | 4      |
| 3.      | Aurora Split     | 3        | 1       | 0          | 2      | 7               | 4              | +3          | 2      |
| 4       | Orijent Split    | 3        | 0       | 0          | 3      | 2               | 12             | -10         | 0      |

Prvak provincije za Jesensko prvenstvo 1931. je GOŠK Dubrovnik.
Polufinale:
GOŠK Dubrovnik - Jadran Kaštel Sućurac 3:0
Finale:
GOŠK Dubrovnik - Unac Drvar 3:0
Konačno finale između GOŠK-a i Splita nije odigrano jer je Splitski nogometni podsavez anulirao prvenstvo.
(Vjerojatno koncem 1931.)
| Prvenstva Splitskog nogometnog podsaveza | Prvenstva Splitskog nogometnog podsaveza |
| --- | ---------------------------------------- |
| |                                          |
| 1920. • 1920./21. • 1921. • 1921./22. • 1922./23. • 1924. • 1924./25. • 1925. • 1926. • 1927. • 1928. • 1929. • 1930. • 1931. • 1932. • 1933. • 1935. • 1936. • 1937. • 1937./38. • 1938./39. • 1939./40. • 1940./41. • |                                          |

| Prvenstva Splitskog nogometnog podsaveza | Prvenstva Splitskog nogometnog podsaveza |
| --- | ---------------------------------------- |
| |                                          |
| 1920. • 1920./21. • 1921. • 1921./22. • 1922./23. • 1924. • 1924./25. • 1925. • 1926. • 1927. • 1928. • 1929. • 1930. • 1931. • 1932. • 1933. • 1935. • 1936. • 1937. • 1937./38. • 1938./39. • 1939./40. • 1940./41. • |                                          |